# 方保琇
方保琇（1961年5月7日—2013年11月24日），藝名「大目仔」，台灣女演員、節目主持人。在《天天開心》中為固定短劇演出班底。2013年11月24日，因肝癌病逝。

## 演出作品

### 主持
- 台視《天天開心》

### 電視劇
- 台視
  - 《左鄰右舍》飾 秋菊
  - 《紅顏女與狀元郎》飾 巫玉如
  - 《鴛鴦奇情夢》飾 簡夫人
  - 《中國民間故事》
    - 〈夜半鬼叫床〉飾 柯美麗
    - 〈虎鼻獅破奇案〉飾 盈玉
    - 〈虎鼻獅與白賊七〉飾 盈玉

  - 《玫瑰瞳鈴眼》
    - 〈靈異追兇路〉飾 張美娟
    - 〈釋迦的春天〉飾 阿琴
- 中視
  - 2000年《封神榜》飾 白母
  - 《怪俠歐陽德》
- 民視
  - 1998年《台灣作家劇場》〈葫蘆巷春夢〉飾 阿芳
  - 2000年《大腳阿媽》飾 福嫂
  - 2005年《親戚不計較》(EP1823登場)飾 富貴
  - 2006年《夫妻天註定》飾 阿卿
- 八大《終極一班》飾 白蘭弟
- 台視《神機妙算劉伯溫》
- 三立台灣台《戲說台灣》
  - 〈醋矸水守爺〉 飾 阿春
  - 〈暗街仔的一蕊花〉 飾 媽媽桑
  - 〈聖旨嘴〉 飾 美女
  - 〈月老鬥城隍〉 飾 阿秋嬸
  - 〈鸚哥精〉 飾 奶媽
  - 〈翁公治細姨〉 飾 九嬸
  - 〈豬哥神〉 飾  嬌姨
  - 〈喜神到我家〉 飾 招金
  - 〈二公一婆土地神〉 飾 秀君
  - 〈天妃火鎮地頭蛇〉 飾 春花嬸
  - 〈仙姑蛋〉 飾 春蘭
  - 〈飛天石鎮鬼門關〉 飾 雅雯
  - 〈無頭轎洗奇冤〉 飾 玉桂
  - 〈通天神柱〉
  - 〈燈猴肖娶某〉
  - 2008年〈草人的秘密〉(客串)
  - 〈撞天婚〉飾 媽媽桑(客串)
  - 〈濟公十八嫁〉飾 貴枝
  - 〈壽在完工〉飾 蚵仔嬸